# Friedrich Wilhelm Rembert von Berg

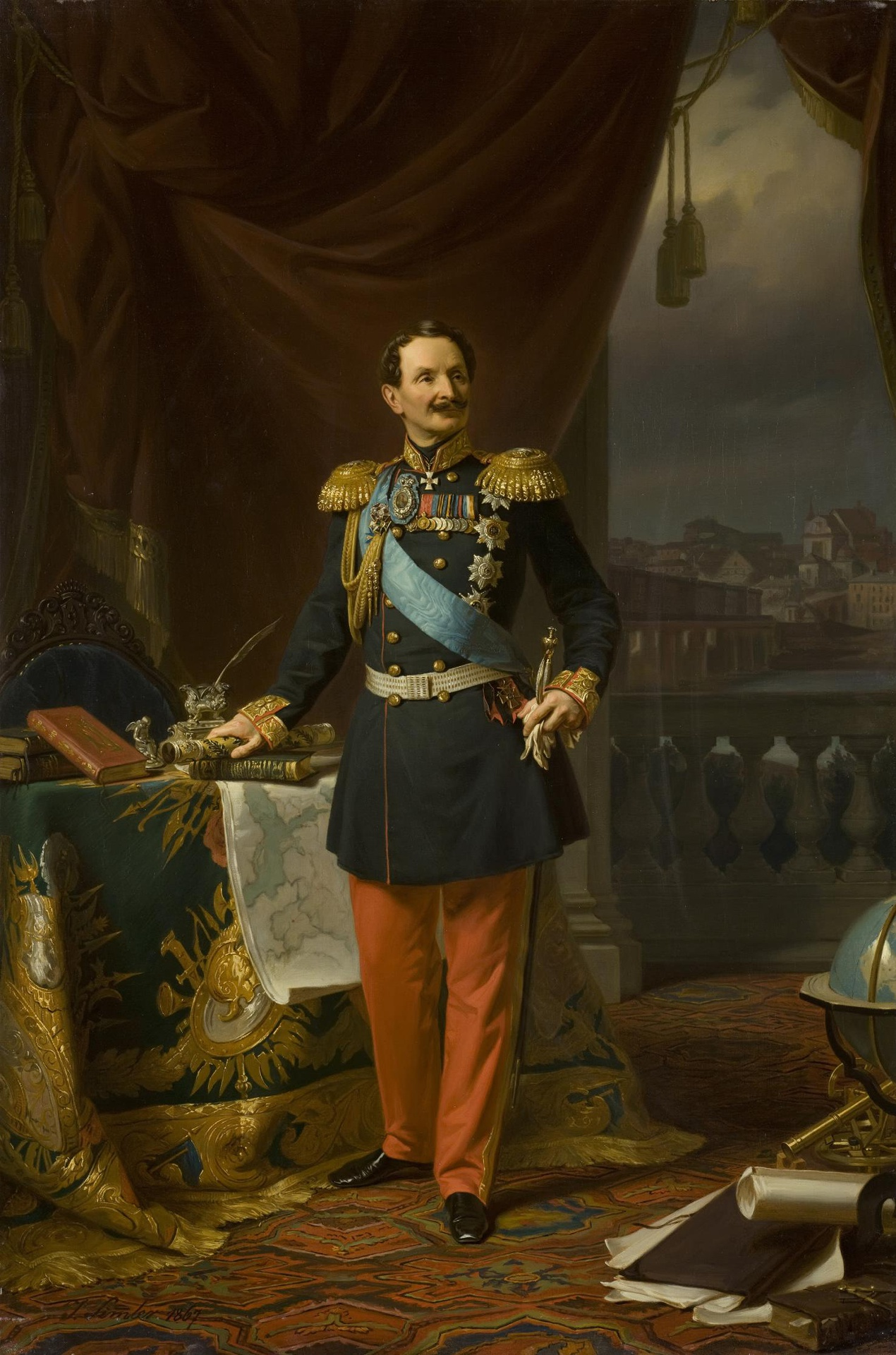
Friedrich Wilhelm von Berg bärandes sin briljanterad kraschan för Serafimerorden.

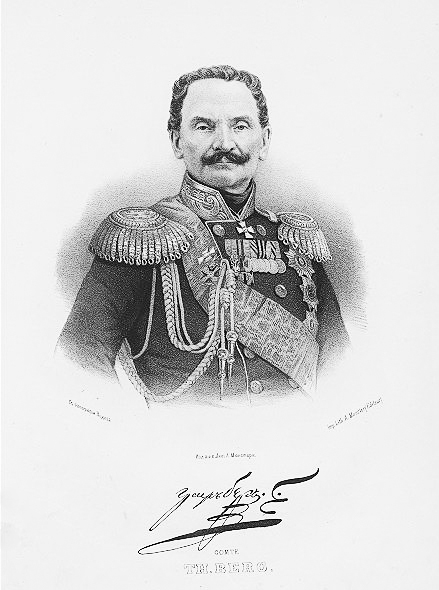
Friedrich Wilhelm Rembert von Berg.

Friedrich Wilhelm Rembert von Berg, född 27 maj 1794 i Livland, död 18 januari 1874 i S:t Petersburg, var greve, Finlands generalguvernör och fältmarskalk 1866.
Berg inträdde i den Ryska armén 1812 och deltog i fälttåget mot Napoleon I 1812–1814. 1820 blev han överste, och ledde 1822–1824 militärexpeditioner mot kirgiserna, och blev 1828 generalmajor. Han deltog i turkiska fälttåget 1828-1829, i kuvandet av polska upproret                    1830–1831, blev 1831 generallöjtnant och 1843 general. Han deltog även i ungerska fälttåget 1849.
Berg hade flera viktiga diplomatiska uppdrag 1846–1849 bland annat i Wien och Berlin, samt blev 1849 österrikisk greve och inträdde i rikskonseljen. År 1854 utnämndes han till generalguvernör i Estland, och utsågs 1855 till samma post i Finland under de politiskt oroliga åren. Berg residerade i Helsingfors i stället för i Sankt Petersburg som hans företrädare. Hans inblandning även i mindre regeringsfrågor väckte motstånd i storfurstendömets politiska maktelit vilken på grund av frånvaron av en aktiv generalguvernör vant sig vid en viss självständighet inom förvaltningen. Berg genomförde en del reformer inom näringslivet, och tog försiktiga steg för att befordra det finska språkets likställighet med det svenska språket. Eftersom von Berg bekämpade skandinavismen och upprätthöll en sträng censur, blev denne i synnerhet högeligen impopulär bland studenterna vid Kejserliga Alexanders-universitetet. Under hans ämbetstid utnämndes också Johan Vilhelm Snellman till professor 1856 och 1850 års språkförordning avskaffades 1860. Konflikten med ministerstatssekreteraren Alexander Armfelt fördjupades och frågan om januariutskottets tillsättande blev slutligen den sista droppen. Berg begärde och beviljades avsked slutligen i november 1861. År 1863 utnämndes han till ståthållare och överbefälhavare i Polen där han nedslog det polska upproret 1863. Han kvarstod på sin ämbetspost som ståthållare, därvid fram till sin död 1874.
Berg upphöjdes 1856 i finskt grevligt stånd.